# تارافاس
تارافاس بلدية في ولاية سيارا في المنطقة الشمالية الشرقية من البرازيل.   